# Naturally (박정현의 음반)
《naturally》는 미국의 가수 박정현의 세 번째 정규 음반으로, 2000년 10월 17일에 발매되었다.

## 개요
첫 싱글인 〈아무말도, 아무것도...〉는 6분 8초에 이르는 긴 길이의 곡인 이유 때문에, TV 프로그램으로는 선보일 수가 없었다. 이 때문에 결국 두 번째 싱글 〈You mean everything to me〉를 위주로 활동을 했으며, 박정현은 이 곡의 뮤직비디오에 직접 출연하기도 했다. 또한 2000년 음반 제작 당시, 가사를 공모하여 〈거짓말처럼〉을 만들었다.

## 수록곡
| #             | 제목                      | 작사                | 작곡                            | 편곡                          | 재생 시간 |
| ------------- | ------------------------- | ------------------- | ------------------------------- | ----------------------------- | --------- |
| 1.            | 아무말도, 아무것도…       | 유희열              | 유희열                          | 유희열, Paul Buckmaster       | 6:08      |
| 2.            | You mean everything to me | 윤종신              | 하림(최하림), Raingruv (양정우) | 하림(최하림), Paul Buckmaster | 4:35      |
| 3.            | 10분전으로                | 이규호              | 이규호                          | Peter Horvath                 | 4:37      |
| 4.            | 늘 푸른                   | 조은희              | 이규호                          | 이규호, Paul Buckmaster       | 4:16      |
| 5.            | 純情 (순정)               | MGR(박용찬), 강지훈 | MGR(박용찬)                     | MGR(박용찬), 황성제           | 3:57      |
| 6.            | 힘내!!!                   | MGR(박용찬)         | MGR(박용찬)                     | MGR(박용찬), Peter Horvath    | 4:16      |
| 7.            | 까만 일기장               | 윤종신              | 나원주                          | 나원주, Paul Buckmaster       | 4:34      |
| 8.            | 싫어                      | 조원선              | 지누(최진우)                    | 지누(최진우), Peter Horvath   | 4:36      |
| 9.            | 거짓말처럼                | 김다영              | 박정현                          | 황성제                        | 4:11      |
| 10.           | It's me                   | 강지훈              | 하림(최하림)                    | 하림(최하림)                  | 4:03      |
| 11.           | Better now                | 박정현              | 박정현                          | MGR(박용찬), Peter Horvath    | 4:58      |
| 12.           | 지금은 아무것도 아냐      | 이규호              | 이규호                          | Paul Buckmaster               | 4:47      |
| 총 재생 시간: | 총 재생 시간:             | 총 재생 시간:       | 총 재생 시간:                   | 총 재생 시간:                 | 54:58     |

- 아무말도, 아무것도…는 타이틀 곡이다.
- You mean everything to me는 첫 번째 후속곡이다.
- 까만 일기장은 두 번째 후속곡이다.